# フジテレビ系列平日午前のワイドショー枠
フジテレビ系列平日午前のワイドショー枠（フジテレビけいれつへいじつごぜんのワイドショーわく）とは、フジテレビをはじめとするFNS系列で、平日（月曜日 - 金曜日）の午前に放送されているワイドショーの一覧のこと。

## 歴史
- 1965年に『奥さまスタジオ 小川宏ショー』が開始。トーク企画などを中心にリニューアルすると徐々に安定した視聴率を獲得するようになった。ところが、1970年代後半に入ると再び視聴率が低迷、1980年に『フレッシュワイド 小川宏ショー』として情報番組にリニューアルするも2年で終了となった。
- 代わって1982年に『おはよう!ナイスデイ』を開始すると再び視聴率が回復。ところが、1996年になると次第に視聴率が伸び悩み、1998年に『ナイスデイ』としてリニューアルを図るも回復せず終了した。
- 1999年3月31日を以って『ナイスデイ』が終了し、4月1日から『情報プレゼンター とくダネ!』が開始となる。
- 2021年3月26日を以って『- とくダネ!』が終了し、3月29日から『めざましテレビ』の姉妹番組として『めざまし8』が開始となった。
- 2025年3月28日を以って『めざまし8』が終了し、3月31日から『サン!シャイン』が開始された[1]。

## 主な番組
- 奥さまスタジオ 小川宏ショー → フレッシュワイド8:30 小川宏ショー（1965年5月1日 - 1982年3月31日）
- おはよう! ナイスデイ → ナイスデイ（1982年4月1日 - 1999年3月31日）
- 情報プレゼンター とくダネ!（1999年4月1日 - 2021年3月26日）
- めざまし8（2021年3月29日 - 2025年3月28日）
- サン!シャイン（2025年3月31日 - ）